# شريان بنكرياسي إثنا عشري علوي خلفي
شريان بنكرياسي إثنا عشري علوي خلفي ‏ هو شريان يتفرعُ من شريان معدي إثنا عشري.